# 陳泂
陳泂，一作陳絅，浙江会稽人，明朝初期官员、進士出身。

## 生平
陳泂在永樂十八年（1420年）中舉人，二十二年（1424年）登甲辰科進士，宣德四年（1429年）授山西道監察御史，到宣德七年（1432年）被右僉都御史吳訥彈劾他濫用民役興建寺廟、驅逐焚香婦女、在外玩樂不擔任職務，因此被罰役降職。